# 11081 Persäve
11081 Persäve eller 1993 FA13 är en asteroid i huvudbältet som upptäcktes den 21 mars 1993 av UESAC vid La Silla-observatoriet. Den är uppkallad efter den svenske läroverksadjunkten Pehr Arvid Säve.